# مدرسه تمام شد
مدرسه تمام شد (ایتالیایی: La scuola è finita) یک فیلم درام ایتالیایی به کارگردانی والریو یالونگو است که در سال ۲۰۱۰ منتشر شد.
این فیلم در جشنواره فیلم رم به‌نمایش درآمد و نامزد دریافت روبان نقره‌ای برای «بهترین موسیقی متن» بود.

## بازیگران
- والریا گولینو
- وینچنتسو آماتو
- آنتونلا پونزیانی
- مارچلو ماتسارلا